# Myurella dedonderi
Myurella dedonderi é uma espécie de gastrópode do gênero Myurella, pertencente a família Terebridae.